# Ricky Wilson (cestista)
Ricky Wilson (Hampton, 16 luglio 1964) è un ex cestista statunitense, professionista nella NBA e in Germania.

## Carriera
È stato selezionato dai Chicago Bulls al terzo giro del Draft NBA 1986 (52ª scelta assoluta).

## Palmarès
- All-CBA First Team (1988)
- CBA All-Defensive First Team (1988)